# Michael Lesch
Michael Lesch (n. en Solingen, Alemania, 18 de octubre de 1956) es un actor alemán.

## Biografía
En 1999 le diagnosticaron la enfermedad de Hodgkin, un tipo de cáncer. Tras someterse a quimioterapia reapareció en el año 2006 totalmente recuperado.
Marbella ha sido lugar de vacaciones para el actor y su mujer Christina. Precisamente en la localidad marbellí, escribió su libro Ein Jahr Hölle, en el que cuenta cómo fue su experiencia con la enfermedad de cáncer.

## Carrera
Michael Lesch ha estado presente en pequeña pantalla de su país natal desde los años 80. 
Entre 1992 y 1997 encarnó al doctor Stefan Junginger en Freunde fürs Leben, una serie de la cadena alemana ZDF. Su participación en la serie Der Fahnder entre 1997 y 2000 le dio a conocer al gran público.

## Obra Benéficas
Desde el año 2003, colabora con la asociación Deutsche Lebensbrücke, en beneficio de los niños con leucemia de un hospital infantil de San Petersburgo.

## Filmografía
- 1980: Sierra Madre
- 1984: Heimat – Eine deutsche Chronik
- 1985–1995: Ein Heim für Tiere
- 1987–1988: Tatort
- 1992–1997: Freunde fürs Leben
- 1997–2000: Der Fahnder
- 1998–1999: Klinik unter Palmen
- 2001: Tatort
- 2001: Ein Fall für zwei
- 2002: Ein himmlisches Weihnachtsgeschenk
- 2002–2006: Der Alte
- 2003: Fliege kehrt zurück
- 2003: In aller Freundschaft
- 2004: Ein Paradies in den Bergen
- 2005: Die Rosenheim-Cops
- 2005: Rosamunde Pilcher
- 2005: Traumhotel Indien
- 2006: Tierärztin Dr. Mertens
- 2006: Siska
- 2007: SOKO Kitzbühel